# Uglas
Uglas település Franciaországban, Hautes-Pyrénées megyében. Lakosainak száma 274 fő (2022. január 1.). Uglas Réjaumont, Boudrac, Lécussan, Arné, Clarens, Lannemezan, Pinas és Villeneuve-Lécussan községekkel határos.

## Népesség
A település népessége az elmúlt években az alábbi módon változott:
| Lakosok száma | 289  | 288  | 298  | 287  | 284  | 288  | 285  | 279  | 274  |
|               | 2013 | 2015 | 2016 | 2017 | 2018 | 2019 | 2020 | 2021 | 2022 |